# Quercus skinneri

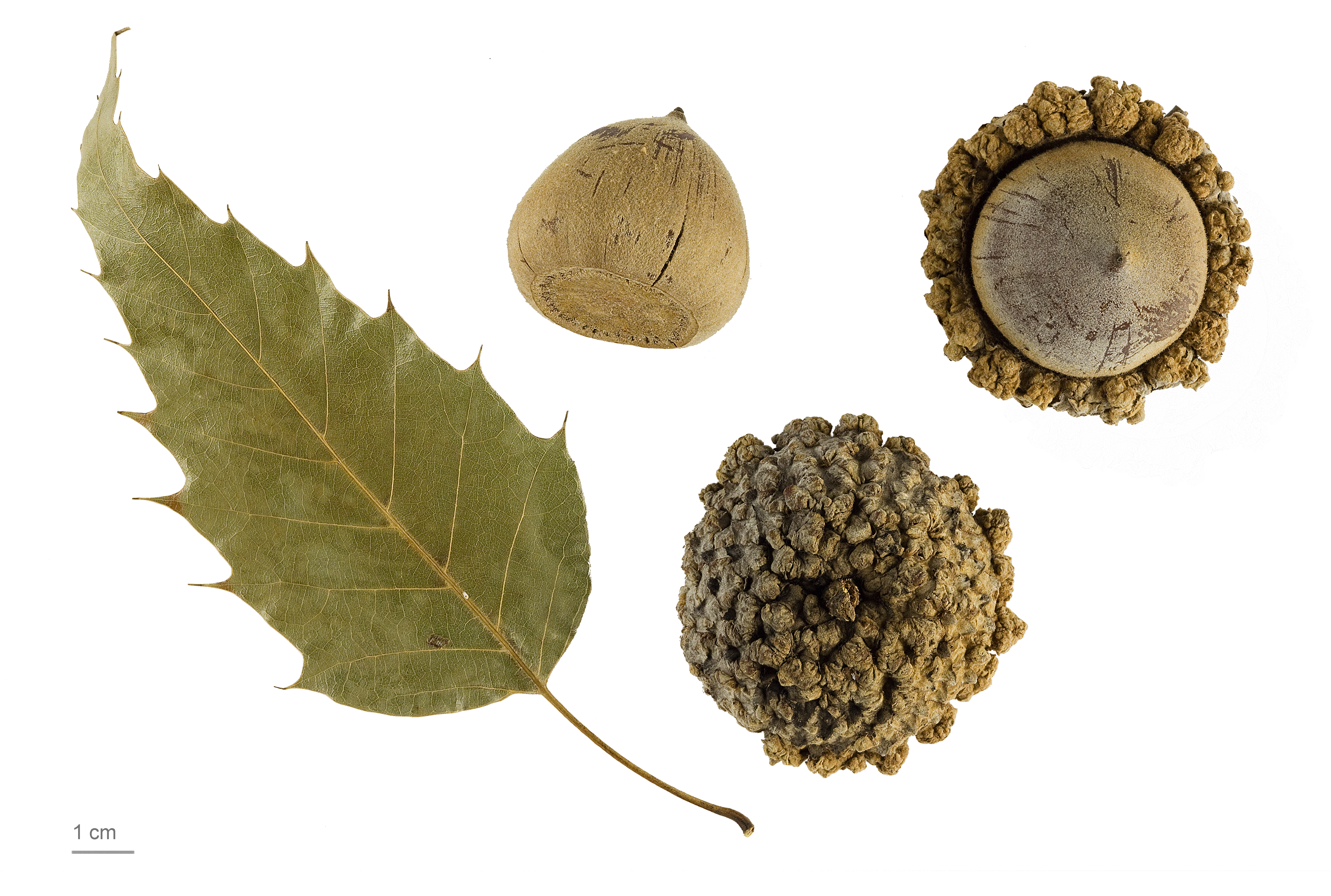
Quercus skinneri

Quercus skinneri là một loài thực vật có hoa trong họ Cử. Loài này được Benth. miêu tả khoa học đầu tiên năm 1841.